# Manuel Ribeiro Coutinho Mascarenhas
Manuel Ribeiro Coutinho Mascarenhas (Vitória,[carece de fontes?] 21 de julho de 1831 — Vitória,[carece de fontes?] 12 de julho de 1889) foi um político brasileiro.
Foi vice-presidente da província do Espírito Santo, tendo assumido a presidência da província por seis vezes, de 17 de novembro a 28 de dezembro de 1872, de 8 de outubro a 6 de novembro de 1873, de 29 de abril de 1874 a 4 de maio de 1875, de 24 de dezembro de 1875 a 3 de janeiro de 1876, de 9 de setembro a 2 de outubro de 1885, de 9 de maio a 1 de agosto de 1887.